# Mickelia furcata
Mickelia furcata är en träjonväxtart som beskrevs av R. C. Moran, Labiak och Sundue. Mickelia furcata ingår i släktet Mickelia och familjen Dryopteridaceae. Inga underarter finns listade.